# Guro Gjellestad
Guro Else Gjellestad (ur. 11 sierpnia 1914 w Bergen, zm. 11 stycznia 1972) – norweska astrofizyczka, znana z badań paleomagnetyzmu.

## Życiorys
Guro Gjellestad uzyskała dyplom z fizyki w wieku 36 lat, prowadząc wcześniej badania naukowe dotyczące magnetyzmu gwiazd w obserwatoriach astronomicznych w Stanach Zjednoczonych. Po powrocie do Norwegii prowadziła badania w zakresie magnetyzmu Ziemi. W 1959 została adiunktem na uniwersytecie w Bergen, gdzie prowadziła pionierskie badania w dziedzinie paleomagnetyzmu nawiązując współpracę z uniwersytetem w Newcastle.